# معاملة المثليين في الهند
يواجه الأشخاص من المثليين والمثليات ومزدوجي التوجه الجنسي والمتحولين جنسياً (اختصاراً: مجتمع الميم) في الهند تحديات قانونية واجتماعية لا يواجهها غيرهم من المغايرين جنسيا. خلال العقد الماضي، اكتسب الأشخاص من الأشخاص من مجتمع الميم المزيد من التسامح والقبول في الهند، وخاصة في المدن الكبيرة. ومع ذلك، فإن معظم الأشخاص من مجتمع الميم في الهند ما زالوا غير معلنين عن توجههم الجنسي، خوفًا من التمييز من قبل عائلاتهم، الذين قد يرون أن المثلية الجنسية مخزية. لا يزال التمييز قائماً في المناطق الريفية، حيث يتعرض الأفراد من مجتمع الميم في كثير من الأحيان للرفض من أسرهم والزواج المغايرين القسري. يعتبر النشاط الجنسي المثلي بين الرجال وبين النساء قانونيا. على الرغم من أن الشركاء المثليين غير معترف بهم قانونًيا في الوقت الحالي بأي شكل من الأشكال، إلا أن زواج المثليين الرمزي غير محظور بموجب القانون الهندي أيضًا. في 6 سبتمبر 2018، ألغت المحكمة العليا الهندية تجريم المثلية الجنسية بإعلانها المادة 377 من قانون العقوبات الهندي غير دستورية. لم تكن المثلية الجنسية غير قانونية أو جريمة جنائية في القوانين الهندية التقليدية القديمة ولكن تم تجريمها من قبل البريطانيين خلال فترة حكمهم في الهند.
منذ عام 2014، سُمح للأشخاص المتحولين جنسياً في الهند بتغيير جنسهم دون جراحة إعادة تحديد الجنس، ولهم الحق الدستوري في تسجيل أنفسهم كالجنس الثالث. بالإضافة إلى ذلك، تحمي بعض الولايات مجتمع الهجرة، وهم الفئة التقليدية من الجنس الثالث في جنوب آسيا، من خلال برامج الإسكان، ومزايا الرعاية الاجتماعية، وخطط التقاعد، والعمليات الجراحية المجانية في المستشفيات الحكومية وغيرها من البرامج المصممة لمساعدتهم. هناك حوالي 4.8 مليون شخص من المتحولين جنسيا في الهند.

## قانونية النشاط الجنسي المثلي

### تاريخ

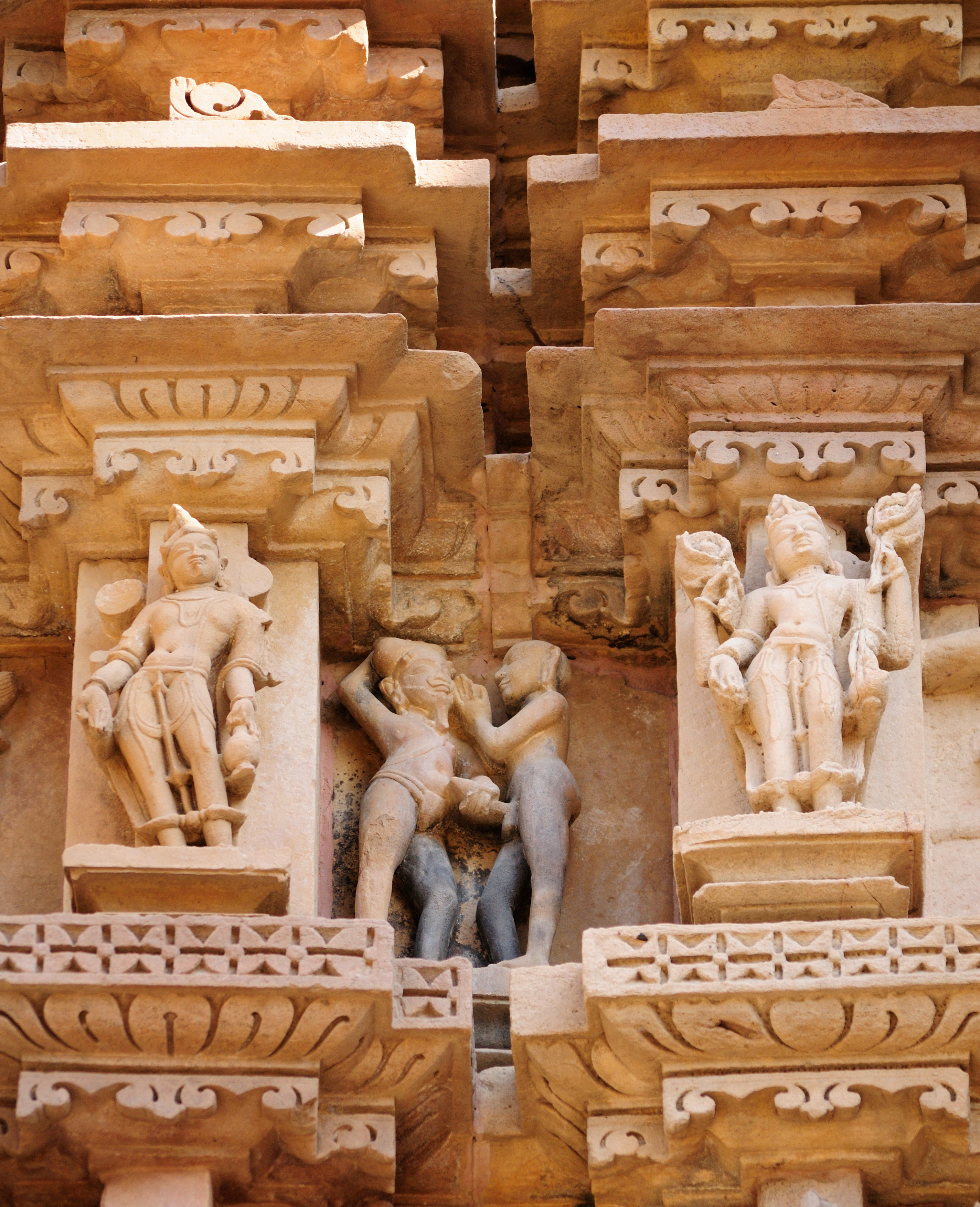
منحوتات شبقية لعلاقة جنسية بين رجلين (في الوسط) في معابد خاجوراهو.

تحتوي معابد خاجوراهو، التي تشتهر بتماثيلها الشبقية، على عدة صور للنشاط المثلي. لقد جادل المؤرخون منذ فترة طويلة أن المجتمع الهندي قبل الاستعمار لم يجرم العلاقات الجنسية المثلية، ولا يعتبر مثل هذه العلاقات غير أخلاقية أو خاطئة. صورت الهندوسية، أكبر ديانة في الهند، عادة المثلية الجنسية على أنه طبيعي وممتع، على الرغم من أن بعض النصوص الهندوسية تحتوي على أوامر ضد المثلية الجنسية، خاصة بين الكهنة. تقر الهندوسية أيضًا بالجنس الثالث المعروف باسم مجتمع الهجرة. هناك شخصيات متعددة في مهابهاراتا يغيرون الجنس، مثل شيخاندي، والذي ولد أنثى ولكن يعرف نفسه بأنه ذكر ويتزوج امرأة في النهاية. باهوتشارا ماتا هي إلهة الخصوبة، التي يعبدها مجتنع الهجرة كراع لهم. تعلن كل من كتب نارادامستري وساسروتا سامهيتا، وهما من الكتب المهمة من الهند القديمة المتعلقة بدارما والدواء، على التوالي، المثلية الجنسية «غير قابلة للشفاء» وتنهى المثليين من الزواج من شريك غير مثلي. يسرد نارادامستري أربعة عشر نوعًا من «باندا» (panda) (وهم الرجال العاجزون مع النساء)؛ من بين هؤلاء، «موكهيبهاغا» (mukhebhaga) (الرجال الذين يمارسون الجنس الفموي مع الرجال الآخرين)، و «سيفياكا» (sevyaka) (الرجال الذين يستمتعون جنسياً من قبل الرجال الآخرين) و «إرشياكا» (irshyaka) (مسترق النظر الذي يشاهد الرجال الآخرين يمارسون الجنس). يستخدم كتاب كاماسوترا، وهو نص باللغة السنسكريتية حول السلوك الجنسي البشري، مصطلح «تريتيا-براكريتي» (tritiya-prakriti) لتحديد الرجال الذين لديهم رغبات مثلية ويصف ممارساتهم بتفصيل كبير. وبالمثل، يصف كتاب كاماسوترا مثليات الجنس (سفايريني، svairini، الذين ينخرطن في حب عدواني مع نساء أخريات)، مزدوجو التوجه الجنسي (يشار إليهم باسم كامي kami أو باكشا paksha)، والمتحولين جنسياً والأشخاص ثنائيي الجنس. يخوض كتابا سوشروتا سامهيتا وتشاركا سامهيتا في قضية المثلية الجنسية، مشيرين إلى أنه يتم ولادة المثليين عندما يكون السائل المنوي الأب هزيلا ويتم ولادة الناس المتحولين جنسيا عندما يعكس الأب والأم الأدوار أثناء الجماع الجنسي (بوروشاييتا purushayita، «الامرأة في الفوق»). تم إحضار رهاب المثلية المجتمعي الحديث إلى الهند من قبل المستعمرين الأوروبيين والسن اللاحق للمادة 377 من قبل البريطانيين، والذي بقي لأكثر من 70 عامًا بعد استقلال الهند حتى إلغاءه من قبل المحكمة العليا الهندية في عام 2018.
في غوا، حاكمت محاكم التفتيش من قبل السدومية في الهند البرتغالية، ولكن ليس النشاط الجنسي بين المثليات.
خلال سلطنة مغول الهند، تم دمج عدد من قوانين سلطنة دلهي الموجودة في كتاب الفتاوى الهندية، مما فرض مجموعة مشتركة من العقوبات على الزنا (الجماع الجنسي دون زواج). ويمكن أن تشمل هذه 50 جلدة للعبد، و 100 ل«غير مسلم» حر، أو القتل عن طريق الرجم لمسلم. ولكن في الممارسة العملية، تم تجاهل هذا الشرط إلى حد كبير، بالنسبة للنخبة على الأقل. كانت المثلية الجنسية شائعة جدًا في حياة البلاط المغولي، وشغل الأفراد المتحولين جنسياً مناصب عليا في بلاط حكام المغول في القرنين السادس عشر والسابع عشر. كان الإمبراطور المغولي بابور معروفا باعجابه بشاب، وسجل ذلك في مذكراته. ومن رجال المغول البارزين الآخرين الذين قاموا بعلاقات جنسية مثلية علي قولي خان، والشاعر سرمد كاشاني الذي كان له اعجاب شديد بشاب هندوسي إلى درجة أنه ذهب إلى منزله عاريًا. في المقابل، تم اعتبار الأعمال الجنسية المثلية من المحرمات بين الشعب المغولي.
قام الراج البريطاني بتجريم الجنس الشرجي والجنس الفموي (لكل من العلاقات الجنسية المغايرة والمثلية) تحت القسم 377 من قانون العقوبات الهندي، الذي دخل حيز التنفيذ في عام 1861. وهذا يجعل جريمة أن يقوم شخص طوعا ب«الجماع الجسدي ضد نظام طبيعة.» جادل العلماء أيضًا أن القصد الأصلي من المادة 377 هو العمل كوسيلة يمكن بها للراج البريطاني تعزيز الشرطة والسيطرة على الجسد الموضوع الاستعماري. في أخلاقيات الحقبة الاستعمارية في العصر الفيكتوري، كان ينظر إلى هذه الموضوعات على أنها منحرفة جنسياً وتحتاج إلى عقاب.
في عام 1884، علقت إحدى المحاكم في شمال الهند، التي حكمت في محاكمة شخص من مجتمع الهجرة، أن الفحص البدني للمتهم أظهر أنها «كانت تحمل علامات 'كاتاميت' معتاد» وأثنت على رغبة الشرطة في «التحقق من هذه الممارسات المشينة». في عام 1871، وصف البريطانيون السكان من مجتنع الهجرة ب«القبيلة الإجرامية».

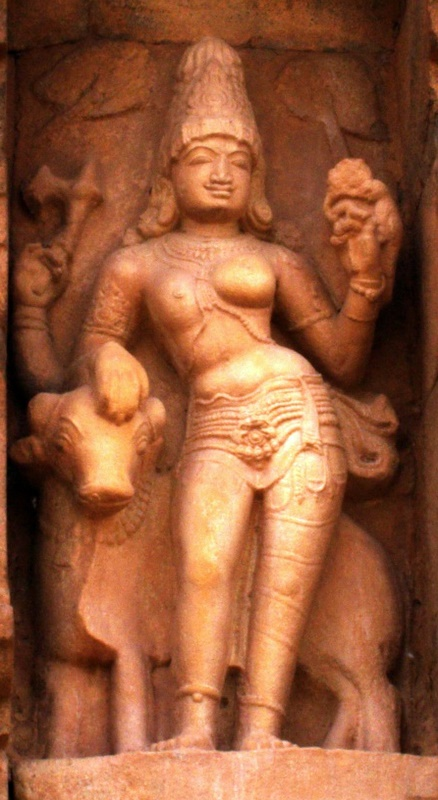
أردهاناريشفارا في غانغايكوندا شولابورام
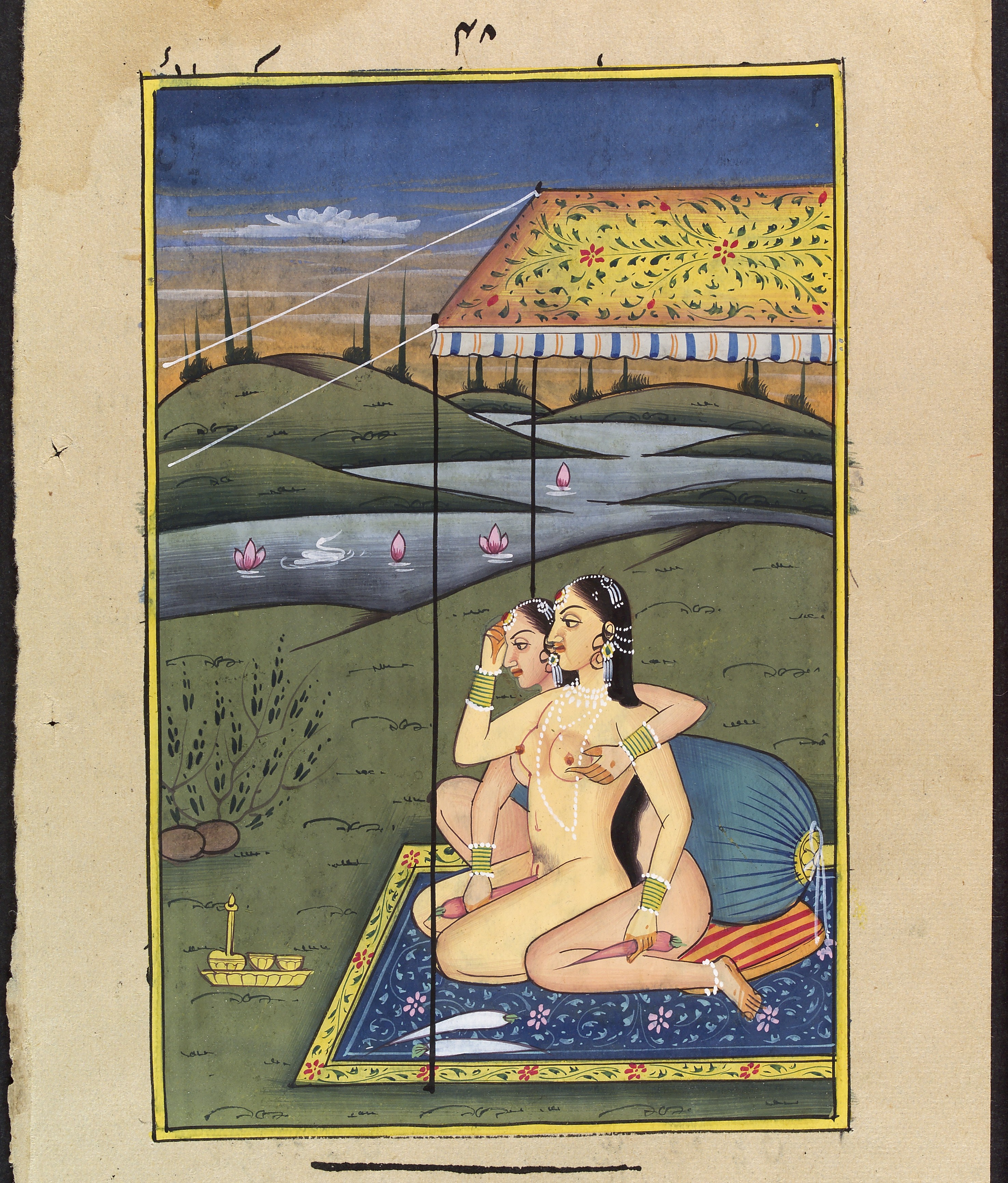
امرأتان تستخدمان الجزر كقضبان اصطناعية، لوحة بألوان الغواش من القرن العشرين.

#### الأزمنة المعاصرة
في عام 2003، قالت الحكومة الهندية إن تشريع المثلية الجنسية من شأنه «فتح البوابات أمام السلوك المنحرف».
في عام 2009، حكمت محكمة دلهي العليا في قضية مؤسسة ناز ضد حكومة إقليم العاصمة الوطنية دلهي وجدت المادة 377 وغيرها من المحظورات القانونية ضد السلوك الجنسي الخاص، بين الكبار، بالتراضي، وغير التجارية في انتهاك مباشر للحقوق الأساسية المنصوص عليها في الدستور الهندي. تنص المادة 377 على ما يلي: «يعاقب بالسجن مدى الحياة أو بالسجن المؤبد أي شخص قام طواعية بالجماع ضد نظام الطبيعة مع أي رجل أو امرأة أو حيوان، أو بالسجن مع أي من الأشغال الشاقة أو البسيطة لمدة قد تمتد إلى 10 سنوات، ويكون أيضًا عرضة للغرامة»، مع التفسير الإضافي القائل:«إن الاختراق يكفي لتشكيل الجماع الجسدي الضروري للجريمة الموصوفة في هذا القسم.»
وفقًا لحكم سابق صادر عن المحكمة العليا الهندية، فإن قرارات المحكمة العليا بشأن دستورية القانون تسري في جميع أنحاء الهند، وليس فقط على الولاية التي تتمتع فيها المحكمة العليا المعنية بالاختصاص.
كانت هناك حوادث مضايقة لمنظمات المثليين من قبل السلطات بموجب القانون.
في 23 فبراير 2012، أعربت وزارة الداخلية عن معارضتها لإزالة تجريم المثلية الجنسية، قائلة إن المثلية الجنسية في الهند تعتبر غير أخلاقية. عكست الحكومة المركزية موقفها في 28 فبراير 2012، مؤكدة أنه لا يوجد خطأ قانوني في إلغاء تجريم النشاط المثلي. أدى التحول في الموقف إلى توبيخ اثنين من قضاة المحكمة العليا للحكومة المركزية لتغييرهما المتكرر نهجها تجاه هذه القضية.
في 11 كانون الأول/ديسمبر 2013، ألغت المحكمة العليا أمر محكمة دلهي العليا لعام 2009 الذي يلغي تجريم النشاط المثلي بالتراضي ضمن اختصاصها.
أعربت هيومن رايتس ووتش عن قلقها من أن قرار المحكمة العليا سيجعل الشركاء المثليين والأفراد الذين أصبحوا منفتحين حيال توجههم الجنسية في أعقاب حكم المحكمة العليا عرضة لمضايقات الشرطة وابتزازهم، قائلة إن «قرار المحكمة العليا هي نكسة مخيبة للآمال لكرامة الإنسان، والحقوق الأساسية في الخصوصية وعدم التمييز» ذكرت مؤسسة ناز أنها سترفع دعوى التماس إعادة النظر في قرار المحكمة. أفادت منظمة كافي هومسافار تراست أن 1/5 مثليي الجنس في البلاد قد واجهوا الابتزاز بعد قرار 2013.
في 28 كانون الثاني عام 2014، رفضت المحكمة العليا الهندية التماس إعادة النظر المقدمة من قبل الحكومة المركزية، ومؤسسة ناز وعدة أشخاص آخرين ضد ديسمبر حكمها 11 في القسم 377. أوضحت لجنة القضاة أن الحكم من خلال الزعم بأن: «أثناء قراءة القسم 377، تجاهلت المحكمة العليا أن نسبة ضئيلة للغاية من سكان البلاد تشكل مجتمع الميم، وفي أكثر من 150 سنة مضت، تمت محاكمة أقل من 200 شخص بسبب ارتكابهم جريمة بموجب المادة 377، ولا يمكن أن يكون هذا أساسًا سليمًا للإعلان عن أن المواد 14 و 15 و 21 يجب إلغاءها.»
في 18 ديسمبر 2015، قدم شاشي ثارور، عن حزب المؤتمر الوطني الهندي، مشروع قانون لإلغاء المادة 377، لكن تم رفضه في المجلس بتصويت 71-24. كان شاشي ثارور يخطط لإعادة تقديم الفاتورة.
في 2 فبراير 2016، قررت المحكمة العليا مراجعة تجريم النشاط المثلي. في أغسطس 2017، قضت المحكمة العليا بالإجماع في قضية القاضي كي. أس. بوتلسوامي و أنر. ضد اتحاد الهند وأخرون بأن الحق في الخصوصية الفردية حق جوهري وأساسي بموجب الدستور الهندي. وقضت المحكمة أيضًا بأن التوجه الجنسي لشخص ما هو مسألة خصوصية، مما يعطي الأمل لنشطاء المثليين بأن المحكمة ستلغي قريباً القسم 377.
في يناير 2018، وافقت المحكمة العليا على إحالة مسألة صلاحية المادة 377 إلى لجنة واسعة من القضاة، وسمعت العديد من الالتماسات في 1 مايو 2018. ردًا على طلب المحكمة لموقفها من الالتماسات، أعلنت الحكومة أنها لن تعارض الالتماسات، وستترك القضية "لحكمة المحكمة". بدأت جلسة الاستماع في 10 يوليو 2018، مع صدور حكم متوقع قبل أكتوبر 2018. ينظر النشطاء إلى القضية باعتبارها أهم وأكبر إنجاز لحقوق المثليين منذ استقلال البلاد"، ويمكن أن يكون لها آثار بعيدة المدى على دول الكومنولث الأخرى التي لا تزال تجرم المثلية الجنسية.

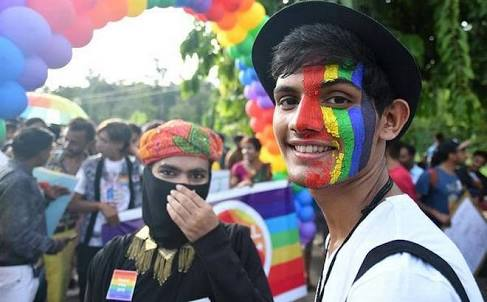
بعض المشاركين في مسيرة فخر بوبال للمثليين 2018 للاحتفال بحكم المحكمة العليا

في 6 سبتمبر 2018، أصدرت المحكمة العليا حكمها. وقضت المحكمة بالإجماع بأن المادة 377 غير دستورية لأنها تنتهك الحقوق الأساسية المتمثلة في الاستقلال والحميمية والهوية، وبالتالي قننت المثلية الجنسية في الهند. ونقضت المحكمة صراحة حكمها لعام 2013.
علاوة على ذلك، قضت بأن أي تمييز على أساس التوجه الجنسي يعد انتهاكًا للدستور الهندي:
كما أمرت المحكمة العليا الحكومة باتخاذ جميع التدابير لبث حقيقة أن المثلية الجنسية ليست جرماً جنائياً، ولإذكاء الوعي العام والقضاء على وصمة العار في وجه مجتمع الميم، وتقديم تدريب دوري لقوة الشرطة لتوعيتهم حول القضية.
تضمن الحكم أيضًا ضمانًا يحمل في ثناياه عوامل لضمان عدم إمكانية إلغاؤه مرة أخرى بموجب «مبدأ الإعمال التدريجي للحقوق».
وقد حث الخبراء القانونيون الحكومة على إصدار تشريع يعكس القرار، ووضع إطار للقوانين التي تسمح بزواج المثليين، وتبني المثليين للأطفال وحقوق الميراث.
يظل الجنس غير التوافقي (الاغتصاب) والبهيمية جرائم جنائية. لا يجوز أن يمتد حكم المحكمة العليا إلى ولاية جامو وكشمير، التي يحكمها قانونها الجنائي الخاص، قانون رانبير الجنائي. ينقسم الرأي القانوني حول ما إذا كان حكم المحكمة العليا ينطبق على الولاية أم لا. وفقًا لحكم صدر عام 1995 عن المحكمة العليا للولاية، عندما يتم إلغاء أحد أحكام قانون العقوبات الهندي على أساس انتهاك الدستور، سيتم إلغاء الحكم المقابل له في قانون رانبير للعقوبات أيضًا. ومع ذلك، لم يتحدد بعد ما إذا كانت المادة 377 من قانون رانبير للعقوبات مطابقة لإصدار قانون العقوبات الهندي الخاص بها. أعلن نشطاء المثليين في جامو وكشمير بالفعل عزمهم على تحدي قانون رانبير للعقوبات.

## الاعتراف القانوني بالعلاقات المثلية

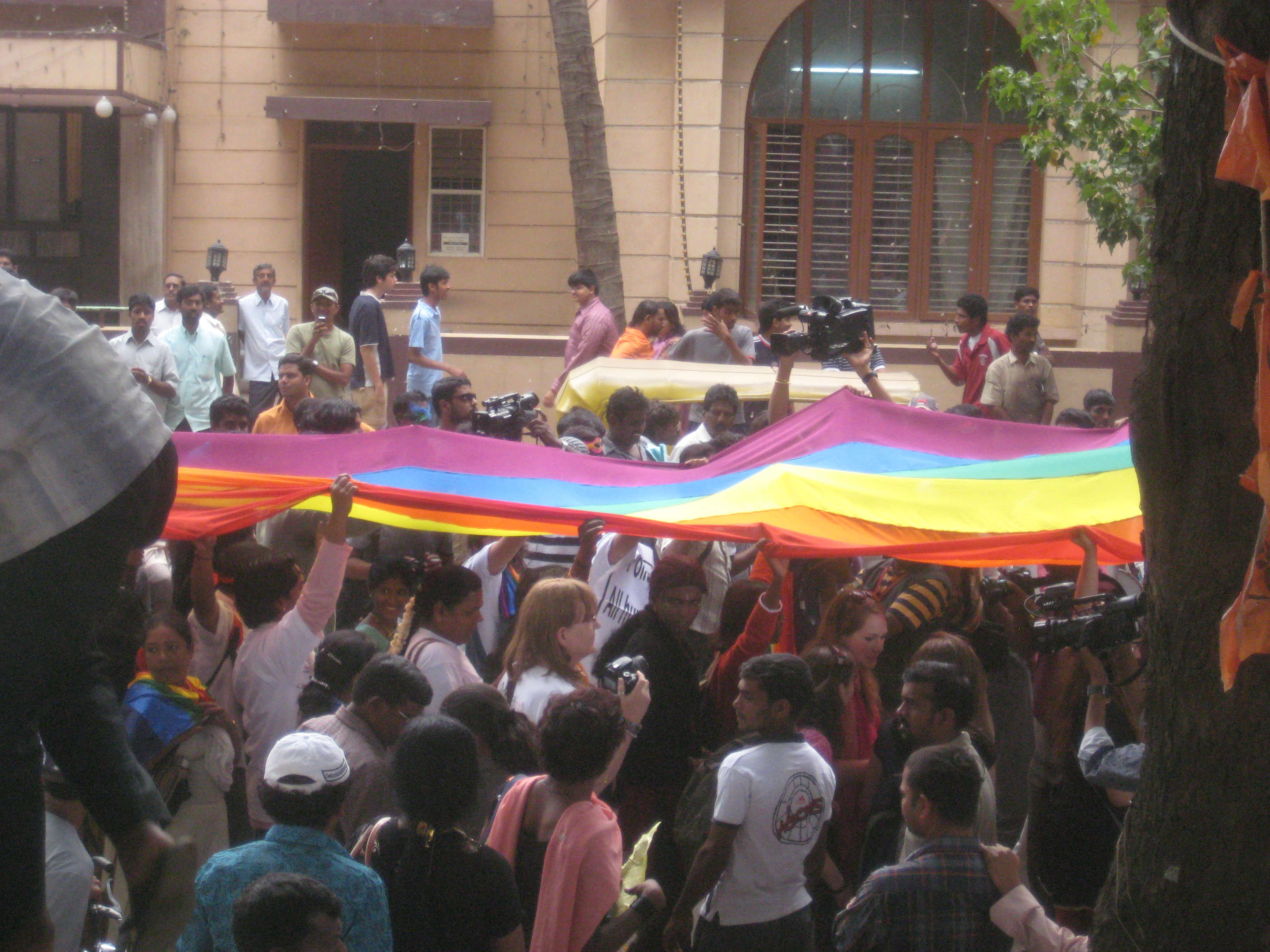
مسيرة فخر المثليين في بنغالور، كارناتاكا (2013)

لا يُعترف بزواج المثليين قانونيا في الهند ولا يُقدم للشركاء المثليين حقوقا محدودة مثل الاتحاد المدني أو الشراكة المنزلية. في عام 2011، منحت محكمة هاريانا اعترافًا قانونيًا بزواج المثليين، شمل امرأتين. بعد الزواج، بدأت الزوجتان في تلقي تهديدات من الأصدقاء والأقارب في قريتهم. ولكن فازت الزوجتان في النهاية بموافقة الأسرة.
وقال محاميهم إن المحكمة أصدرت إشعارًا إلى 14 من أقارب فينا والقرويين الذين هددوهم «بعواقب وخيمة». لقد كانت هاريانا مركزًا للاحتجاجات الواسعة من قِبل القرويين الذين يعتقدون أنه ينبغي السماح لمجالس قراهم أو ربما بفرض عقوبات خاصة بهم على الذين يخالفون أحكامهم أو ينتهكون التقاليد المحلية - ولا سيما جرائم الشرف لأولئك الذين يتزوجون داخل غوترا الخاصة بهم أو شبه طبقتهم، التي تعتبر في الولاية أقرب إلى سفاح القربى. وقال نائب مفوض الشرطة الدكتور أبه سينغ لصحيفة ديلي تلغراف: «تم نقل الزوجين إلى منزل آمن وقمنا بتوفير الأمن الكافي لهما بناءً على أوامر من المحكمة. يتم توفير الأمن على أساس إدراك التهديد وفي هذه الحالة يخشى الزوجتان من أن تكون عائلاتهما ضد العلاقة.»
في أكتوبر 2017، اقترحت مجموعة من المواطنين مشروع قانون مدني موحد جديد من شأنه تقنين زواج المثليين من لجنة القانون في الهند.
ويعرف الزواج بأنه «الاتحاد القانوني على النحو المنصوص عليه في هذا القانون من رجل مع امرأة، رجل مع رجل آخر، امرأة مع امرأة أخرى، متحول جنسيًا مع متحول جنسيًا آخر، أو متحول جنسيًا مع رجل أو امرأة. جميع الأزواج المتزوجين في الشراكة يحق لهم تبني طفل. التوجه الجنسي للزوجين أو الشركاء ألا يكون عائقًا أمام حقهم في التبني. سيكون للأزواج من غير المغايرين حق متساوٍ في تبني طفل». 
يوجد حاليًا العديد من التماسات زواج المثليين في الانتظار لدى المحاكم.

## الحماية من التمييز
تنص المادة 15 من دستور الهند على ما يلي:
15. حظر التمييز على أساس الدين أو العرق أو الطبقة أو الجنس أو مكان الميلاد

(1) لا يجوز للدولة التمييز ضد أي مواطن على أساس الدين أو العرق أو الطبقة أو الجنس أو مكان الميلاد أو أي منهم
(2) لا يجوز لأي مواطن، على أساس الدين أو العرق أو الطبقة أو الجنس أو مكان الميلاد أو أي منهم، أن يخضع لأي منع أو مسؤولية أو تقييد أو شرط فيما يتعلق بـ
(أ) الوصول إلى المتاجر والمطاعم العامة والفنادق وأماكن الترفيه العام؛ أو
(ب) استخدام الآبار والخزانات وأحواض الاستحمام والطرق وأماكن المنتجع العام المحفوظة كليا أو جزئيا من أموال الدولة أو مخصصة لاستخدام الجمهور العام
في قضية نافتج سينغ جوهار ضد اتحاد الهند، قضت المحكمة العليا بأن الدستور الهندي يحظر التمييز على أساس التوجه الجنسي عن طريق فئة «الجنس». وبالمثل في قضية الهيئة الوطنية للخدمات القانونية ضد اتحاد الهند، حكما المحكمة العليا بأن التمييز على أساس الهوية الجندرية محظور دستوريًا.
على الرغم من هذه التفسيرات الدستورية، لم يتم سن قانون واضح لحظر التمييز على أساس التوجه الجنسي والهوية الجندرية. في الواقع، لا تملك الهند قوانين شاملة لمكافحة التمييز فيما يتعلق بالتمييز والتحرش في العمل الخاص، باستثناء المضايقات الجنسية. تمتد المادة 15 فقط إلى التمييز من الدولة أو الهيئات الحكومية. في الانتظار حاليًا، سوف يحظر مشروع قانون حماية الأشخاص المتحولين جنسيا لعام 2019 التمييز ضد المتحولين جنسياً في مجالات مثل التوظيف الخاص والتعليم والرعاية الصحية (انظر أدناه لمزيد من التفاصيل).
يشجع نشطاء المثليين الأشخاص الذين واجهوا التمييز بسبب توجههم الجنسي أو هويتهم الجندرية في الوظائف الخاصة أو غير ذلك من المجالات التي لا تتعلق بالولاية على مواجهة التحديات في المحكمة، الذين يسعون لاختبار الفقه القانوني الذي حدده الحكمان. ويطالبون أيضا بقانون واضح لمناهضة التمييز يمتد ليشمل التمييز الخاص.

### حوادث
تم القبض على الممثل كمال رشيد خان من قبل الشرطة في 9 ديسمبر 2018 لإبداء تعليقات فاحشة ضد مجتمع الميم.

## حقوق المتحولين جنسيا

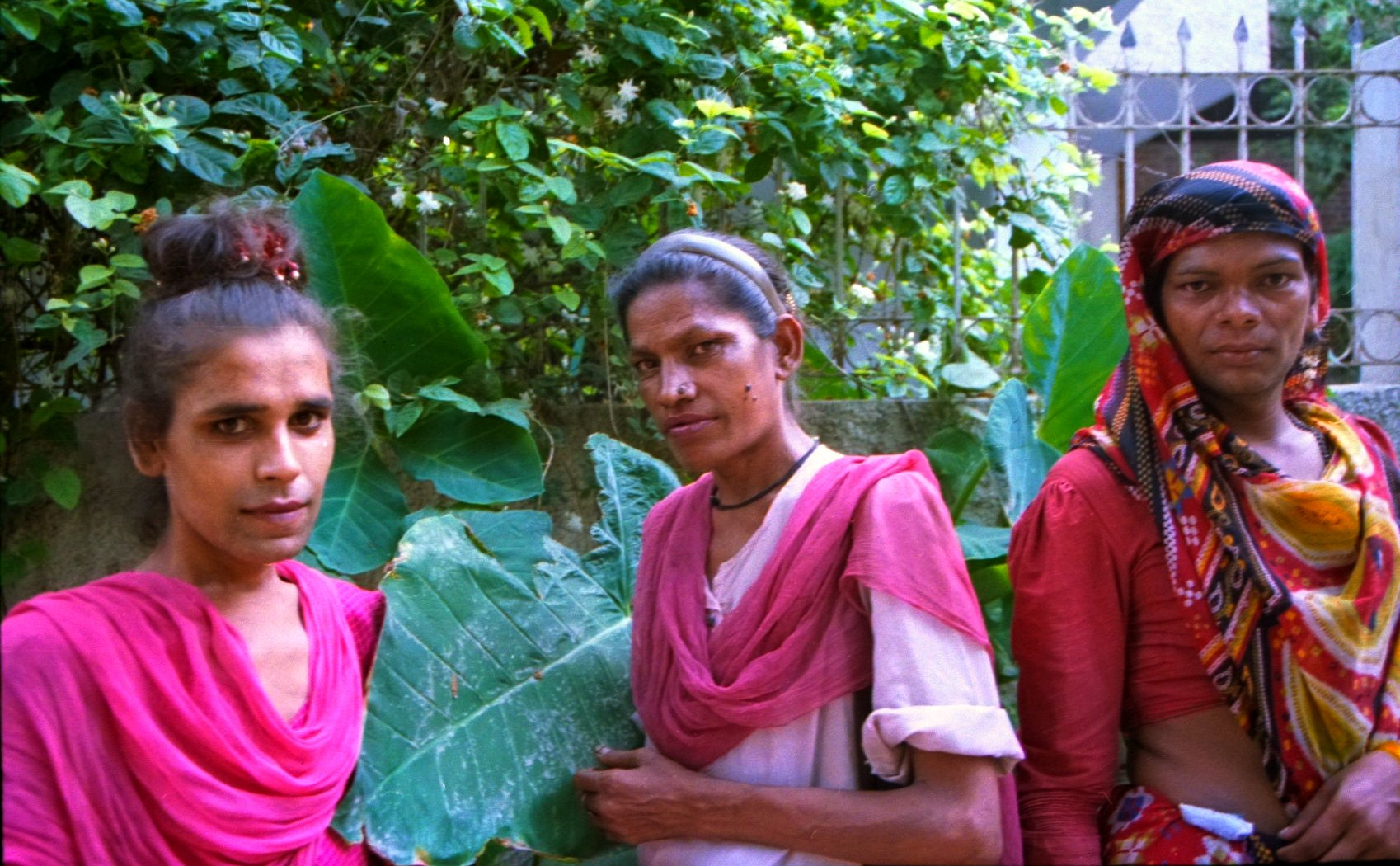
ثلاثة أشخاص من مجتمع الهجرة في نيودلهي

اعترفت جنوب آسيا (حاليا الهند، باكستان، بنغلاديش ونيبال) تقليديا بالسكان من الجنس الثالث، من قبل المجتمع كأشخاص لا يعتبرون لا ذكرا ولا أنثى. ويُعرف هؤلاء الأفراد بمجتمع الهجرة أو بدلا من ذلك وفي منشورات باللغة الإنجليزية، وتعطى هذه المصطلحات إلى الخصيان، أو الأشخاص ثنائيي الجنس أو الأشخاص المتحولين جنسيا.
مُنح مجتمع الهجرة قانونًا حقوق التصويت كالجنس الثالث في عام 1994. نظرًا للغموض القانوني المزعوم للإجراء، يواجه الأفراد المتحولون جنسياً الهنديون صعوبات في الوصول إلى مرافق طبية آمنة لإجراء الجراحة. في 15 أبريل 2014، أعلنت المحكمة العليا الهندية أن الأشخاص المتحولين جنسياً فئة متخلفة اجتماعيًا واقتصاديًا لهم الحق في التحفظات في التعليم والوظائف، كما وجهت حكومة الاتحاد وحكومات الولايات لوضع خطط الرعاية لهم. قضت المحكمة بأن للأشخاص المتحولين جنسيا الحق الدستوري الأساسي في تغيير جنسهم دون أي نوع من الجراحة، ودعت الحكومة إلى ضمان المساواة في المعاملة للأشخاص المتحولين جنسيا. كما قضت المحكمة بأن الدستور الهندي ينص على الاعتراف بنوع ثالث من الجنس في الوثائق الرسمية، وأن المادة 15 تحظر التمييز على أساس الهوية الجندرية. في ضوء الحكم، بدأت الوثائق الحكومية، مثل بطاقات هوية الناخبين وجوازات السفر والنماذج المصرفية، في توفير خيار جنس ثالث إلى جانب الذكور (M) والإناث (F)، وعادةً ما يتم تعيينهم «الآخر» (O)، «الجنس الثالث» (TG) أو «متحول جنسياً» (T).
في عام 2013، نظم نشطاء المتحولين جنسيا اس. سوابنا وغوبي شانكار مادوراي من سريشتي مادوراي نظموا احتجاجا في مادوراي يوم 7 أكتوبر 2013 للمطالبة الحجز والسماح الجنسين بديلة لتظهر للامتحانات التي أجراها لجنة الخدمة العامة في تاميل نادو، لجنة الاتحاد للخدمة العامة، لجنة اختيار الموظفين، وبنك الامتحانات. نقلت سوابنا، بالمناسبة، بنجاح حكم محكمة مدراس العليا في عام 2013 للحصول على إذن لكتابة امتحان لجنة الخدمة العامة في تاميل نادو II كمرشحة. سوابنا هي أول شخص متحولة جنسية تقوم بإجراء اختبارات لجنة الخدمة العامة في تاميل نادو IV.
في 24 أبريل 2015، أقر مجلس الشيوخ (الهند) بالإجماع مشروع قانون حقوق المتحولين جنسياً، 2014 والذي يضمن الحقوق والاستحقاقات، والتحفظات في التعليم والوظائف (حجز 2% في الوظائف الحكومية)، والمساعدة القانونية، والمعاشات التقاعدية، وبدلات البطالة وتنمية المهارات للأشخاص المتحولين جنسيا. كما يتضمن أحكاما تحظر التمييز في العمل وكذلك منع الإساءة والعنف واستغلال المتحولين جنسيا. ينص مشروع القانون أيضا على إنشاء مجالس الرعاية الاجتماعية على مستوى المركز والولاية وكذلك لمحاكم حقوق المتحولين جنسيا. تم تقديم مشروع القانون من قبل السناتور تيروتشي سيفا عن «حزب درافيدا مونيترا كاجاغام»، وكانت المرة الأولى التي يجيز فيها مجلس الشيوخ مشروع قانون عضو خاص منذ 45 عامًا. ومع ذلك، يحتوي مشروع القانون على العديد من الأمور التي أثارت إشكالا وعدم الوضوح حول كيفية تنسيق مختلف الوزارات لتنفيذ أحكامها. لم يتم تقديم مشروع القانون للتصويت عليه في لوك سابها.
صرح وزير العدل والتمكين الاجتماعي ثوار تشاند غيلوت في 11 يونيو 2015 أن الحكومة ستقدم مشروع قانون شامل جديد لحقوق المتحولين جنسياً في جلسة البرلمان الموسمية. سيستند مشروع القانون إلى الدراسة حول قضايا المتحولين جنسياً التي أجرتها لجنة تم تعيينها في 27 يناير 2014. ووفقًا لغيلوت، تعتزم الحكومة تزويد جميع المتحولين جنسياً بجميع الحقوق والاستحقاقات التي تتمتع بها حالياً الطوائف المجدولة والقبائل المجدولة.
تم إعادة عرض «مشروع قانون الأشخاص المتحولين جنسيا (حماية الحقوق)، 2016» في البرلمان في وقت متأخر من عام 2017، بعد أن تم عرضه في البداية في البرلمان في أغسطس 2016. ويعارض بعض الناشطين المتحولين جنسيا مشروع القانون لأنه لا يعالج القضايا مثل الزواج والتبني والطلاق للأشخاص المتحولين جنسيا. انتقدت أكاي بادماشالي تعريف مشروع القانون للمتحولين جنسيا، والتي تنص على أن المتحولين جنسيا «يستند إلى الافتراض الكامن وراء الحتمية البيولوجية». صادق لوك سابها على مشروع القانون في 17 ديسمبر 2018 مع 27 تعديلاً، بما في ذلك بند مثير للجدل يحظر على المتحولين جنسياً التسول. تم إرسال مشروع القانون إلى لجنة برلمانية، ولكنها فشلت مع انتهاء الدورة البرلمانية للوك سابها السادس عشر.
أعيد تقديم مشروع قانون حكومي، قانون الأشخاص المتحولين جنسيا (حماية الحقوق)، 2019، إلى البرلمان بعد الانتخابات العامة لعام 2019. تمت الموافقة على مشروع القانون في 10 يوليو من قبل مجلس الوزراء الهندي. يعرّف مشروع القانون الأشخاص المتحولين جنسياً على أنهم «الذين لا يتناسب جنسهم مع الجنس المعين لذلك الشخص عند الولادة ويشمل الأشخاص المتحولين جنسياً أو المتحولات جنسياً، والأشخاص الذين لديهم الاختلافات ثنائية الجنس، وجندر-كويرز، والأشخاص الذين لديهم هويات اجتماعية وثقافية مثل كينار ومجتمع الهجرة وأرافاني وجوغتا». وفقًا لمشروع القانون، سيكون للشخص الحق في اختيار التعريف به كرجل أو امرأة أو متحول جنسيًا، بغض النظر عن جراحة إعادة تحديد الجنس والعلاج الهرموني. ومع ذلك، فإنه يتطلب من الأشخاص المتحولين جنسيا أن يذهبوا إلى قاضي المقاطعة للحصول على شهادة هوية، ويصدر قاضي المقاطعة شهادة هوية على مقدم الطلب على أساس القواعد التي سيتم تشكيلها بمجرد أن يصبح مشروع القانون قانونا، وقد تم انتقاده من قبل نشطاء المتحولين جنسيا الذين يقولون أنه ينتهك حكم المحكمة العليا في عام 2014 الذي أعطى المتحولين جنسيا الحق في تحديد الهوية. يحظر مشروع القانون التمييز ضد الأشخاص المتحولين جنسياً في تسعة مجالات، مثل التعليم والتوظيف والرعاية الصحية. ومع ذلك، انتقد نشطاء المتحولين جنسيا أن مشروع القانون صامت حول وسيلة انتصاف حقيقية أو آلية لدمج الأشخاص المتحولين جنسيا في الأماكن العامة وتحسين نوعية حياتهم، أو حول كيفية تعتزم الدولة إنفاذ هذا، أو حول ما ستفعله الدولة، إذا وعندما يحدث مثل هذا التمييز. كما تم انتقاد مشروع القانون لأنه لم يأخذ في الاعتبار أي من الاقتراحات التي قدمها نشطاء المتحولين جنسيا؛ أي أنه ينص فقط على الأشخاص المتحولين جنسياً لتلقي شهادات الهوية التي تعترف بهم على أنهم «المتحولين جنسياً»، وبالتالي، يستبعد الهويات الجنسية الأخرى. على الرغم من أنه يتضمن مصطلحات مثل «الرجال المتحولين جنسياً» و «النساء المتحولين جنسياً» و «الأشخاص ذوي الاختلافات ثنائية الجنس» و «جندر كويرز» في تعريفه للأشخاص المتحولين جنسياً، فإن هذه المصطلحات غير محددة. يهدف مشروع القانون إلى إنشاء «المجلس الوطني للمتحولين جنسياً» الذي يضم مجموعة من ممثلي الحكومة والمجتمع، ويهدف إلى تقديم المشورة لحكومة الاتحاد بشأن صياغة السياسات المتعلقة بالأشخاص المتحولين جنسيا، ورصد وتقييم تأثير هذه السياسات، وتنسيق أنشطة جميع الإدارات التي تتعامل مع هذه الأمور ومعالجة مظالم المتحولين جنسيا. تم حذف بند مثير للجدل كان من شأنه أن يجرم التسول من قبل المتحولين جنسيا من مشروع القانون. تم أيضًا استبعاد بند مثير للجدل كان من شأنه أن يجعل الأشخاص المتحولين جنسياً يخضعون لإصدار الشهادات من قبل لجنة فحص المقاطعة للاعتراف بأنهم متحولون جنسياً. تم تمرير مشروع القانون من قبل لوك سابها في 5 أغسطس 2019 بتصويت صوتي.
في 22 أبريل 2019، قضت المحكمة العليا في مدراس، وهي المحكمة العليا في ولاية تاميل نادو، بأن مصطلح «العروس» بموجب قانون الزواج الهندوسي ، 1955 يشمل المتحولين جنسياً. على وجه التحديد، وجهت السلطات لتسجيل زواج بين رجل وامرأة متحولة جنسيا.

### قوانين الولايات
كانت ولايتا تاميل نادو وكيرالا أول ولايات هندية تقوم بإدخال سياسة الرعاية للمتحولين جنسيا. وفقًا لهذه السياسة، يمكن للأشخاص المتحولين جنسياً الوصول إلى جراحة إعادة تحديد الجنس المجانية في المستشفيات الحكومية (فقط من الذكور إلى الإناث)، وبرنامج الإسكان المجاني؛ وثائق المواطنة المختلفة، والقبول في الكليات الحكومية مع منحة كاملة للدراسات العليا، ومصادر الرزق البديلة من خلال تشكيل مجموعات المساعدة الذاتية (للمدخرات) وبدء برامج لتوليد الدخل. كانت تاميل نادو أول ولاية لتشكيل مجلس رعاية المتحولين جنسياً مع ممثلين عن مجتمع المتحولين جنسياً. بدأت كيرالا في توفير الجراحة المجانية في المستشفيات الحكومية في عام 2016.
أنشأت ولاية غرب البنغال مجلس رعاية المتحولين جنسياً في عام 2015 لتنسيق جميع القرارات المتعلقة بالسياسات والأعمال الإنمائية المتعلقة بالسكان المتحولين جنسياً في الولاية. ومع ذلك، فقد تم وصف اللوحة بأنها «فشل شامل» من قبل العديد من نشطاء المتحولين جنسيا. من المفترض أن يجتمع مرة واحدة كل شهر مع ممثلين عن العديد من الإدارات الحكومية في الولاية، فقد اجتمع مجلس الإدارة خمس مرات فقط حتى يوليو 2017.
في يوليو 2016، سنّت ولاية أوديشا إعانات رعاية للأشخاص المتحولين جنسياً، مما منحهم نفس المزايا التي يحصل عليها أولئك الذين يعيشون تحت خط الفقر. كان هذا يهدف إلى تحسين وضعهم الاجتماعي والاقتصادي بشكل عام، وفقاً لإدارة الضمان الاجتماعي في أوديشا.
في أبريل 2017، أصدرت وزارة مياه الشرب والصرف الصحي تعليمات إلى الولايات للسماح للأشخاص المتحولين جنسياً باستخدام المرحاض العام الذي يختارونه.
تم إنشاء مجلس المتحولين جنسياً في مدينة والإقليم الاتحادي شانديغار في 22 أغسطس 2017. ويتألف المجلس من أعضاء من قسم الشرطة، وقسم الرعاية الاجتماعية، وقسم التعليم والقانون، والمهنيين الصحيين، وممثلي جامعة البنجاب، وغيرهم.
في أكتوبر 2017، أصدرت حكومة ولاية كارناتاكا «سياسة الولاية للمتحولين جنسياً، 2017»، بهدف زيادة الوعي بين المتحولين جنسياً في جميع المؤسسات التعليمية في الدولة. ستعالج المؤسسات التعليمية قضايا العنف والإيذاء والتمييز ضد المتحولين جنسياً. كما أنشأت لجنة مراقبة مصممة للتحقيق في تقارير التمييز.
يوم 28 نوفمبر عام 2017، أعلن ن. تشاندرابابو نايدو، رئيس وزراء من ولاية أندرا براديش سن خطط التقاعد للمتحولين جنسيا. في 16 ديسمبر 2017، أقر مجلس وزراء ولاية أندرا براديش السياسة. وفقًا لهذه السياسة، ستقدم حكومة الولاية مبلغ 1,500 روبية هندية شهريًا لكل شخص متحول جنسيًا يزيد عمره عن 18 عامًا لمعاشات الضمان الاجتماعي. بالإضافة إلى ذلك، ستقوم الحكومة ببناء مراحيض خاصة في الأماكن العامة، مثل مراكز التسوق وقاعات السينما، للمتحولين جنسياً.
في يناير 2018، قدم وزير المالية الكشميري اقتراحًا إلى الجمعية التشريعية لجامو وكشمير يمنح الأشخاص المتحولين جنسياً تأمينًا مجانيًا على الحياة والتأمين الطبي، ومعاش تقاعدي شهريًا لمن يبلغون من العمر 60 عامًا والمسجلين في إدارة الرعاية الاجتماعية. انتقد نشطاء المتحولين جنسياً جوانب مشروع القانون، بما في ذلك اشتراطه إنشاء مجالس طبية لإصدار «شهادات المتحولين جنسياً».
في يوليو 2018، أعلن مجلس رعاية راجستان للمتحولين جنسياً أنه سيبدأ في إصدار «بطاقات هوية متعددة الأغراض» لحوالي 75,000 شخص من المتحولين جنسياً في الولاية لمساعدتهم على الوصول إلى البرامج والمزايا الحكومية.
وجهت المحكمة العليا في ولاية أوتاراخند الحكومة في أواخر سبتمبر 2018 لتوفير تحفظ للناس المتحولين جنسيا في المؤسسات التعليمية. كما طلبت المحكمة من الحكومة وضع برامج للرعاية الاجتماعية من أجل تحسين حياة المتحولين جنسياً.
في فبراير 2019، أنشأت حكومة ولاية ماهاراشترا «مجلس رعاية المتحولين جنسياً» لإجراء البرامج الصحية وتوفير التعليم الرسمي وفرص العمل للمتحولين جنسياً. يوفر المجلس برامج لتنمية المهارات لمساعدة الأشخاص المتحولين جنسياً على إيجاد وظيفة وإقامة مجانية للباحثين عن المنح الدراسية. كما تم إنشاء مجلس مماثل في ولاية غوجارات المجاورة في نفس الشهر. يوفر مجلس ولاية غوجارات العديد من برامج الرعاية الاجتماعية للعمالة والتعليم، وينسق مع إدارات الولاية لضمان قدرة مجتمع المتحولين جنسياً على الاستفادة من البرامج الحكومية. كما تم إنشاء حملة تثقيفية من أجل توعية الجمهور.
في يوليو 2019، أعلنت حكومة ولاية بيهار إنشاء مجلس الرعاية المتحولين جنسيا، والتي ستحقق وتبلغ عن التحديات الاجتماعية والقانونية التي تواجه المتحولين جنسيا في الولاية وتقديم مساعدات مالية تصل إلى 1.5 ₹ «لك» لجراحة إعادة تحديد الجنس. بالإضافة إلى ذلك، فإن الأشخاص الذين يرفضون استئجار منزل أو مرافق طبية لنقل المتحولين جنسيا سيكونون مؤهلين للسجن تتراوح بين ستة أشهر وسنتين.

### الأدب والدراسات الثالث بين الجنسين
"فادامالي" (Vaadamalli) هي رواية كتبها الروائي سو. ساموثيرام هي أول رواية بلغة تاميل عن مجتمع أرافاني المحلي في تاميل نادو، التي نشرت في عام 1994. في وقت لاحق، أصبح الناشط المتحول جنسيا أ. ريفاتي أول شخص من مجتمع الهجرة يكتب عن قضايا مجتمع الهجرة والسياسة الجندرية بلغة تاميل. ترجمت أعمالها إلى أكثر من ثماني لغات وتعمل كمورد أساسي في الدراسات الجندرية في آسيا. كتابها جزء من مشروع بحثي لأكثر من 100 جامعة. وهي مؤلفة كتاب "أونارفوم أوروفاموم" (Unarvum Uruvamum، مشاعر الجسم بأكمله)، وهي الأولى من نوعها باللغة الإنجليزية من أحد أفراد مجتمع الهجرة. عملت أيضًا ووجهت العديد من المسرحيات حول قضايا النوع والجنس في اللغة التاميلية واللغة الكنادية. "الحقيقة عني: قصة حياة هجرة" ل أ. ريفاتي هي جزء من المنهج لطلاب السنة النهائية في الكلية الأمريكية في مادوراي. الكلية الأمريكية هي أول كلية في الهند تقدم أدبًا ودراسات للجنس الثالث مع حلقات دراسية موجهة نحو البحث. في وقت لاحق، كان كتاب "آلا" (Alla في عام 2007) ل"نان سارافانان" وكتاب أنا فيديا (2008) ل"وفيديا" من بين أوائل السيرة الذاتية. كتاب كوري أروثيان" (Kuri Aruthean) (القضيب، أنا أقطعه، Phallus ، I cut) ل"كالكي سوبرامانيام" هو عبارة عن مجموعة من قصائد باللغة التاميلية عن حياة المتحولين جنسيا.
كما قدمت الكلية الأمريكية في مادوراي «مارايكاباتا باكانغال» (Maraikappatta Pakkangal، الصفحات المخفية) في كتاب بالطبع ل «دراسات حقوق الإنسان للأشخاص جندركوير وثنائيي الجزء» كجزء من المنهج الدراسي باللغتين التاميلية والإنجليزية للطلبة في عام 2018. وهو أول كتاب عن مجتمع المثليين في اللغة التاميلية، والذي اطلقه كل من غوبي شانكار مادوراي وزعيم حزب بهاراتيا جاناتا فاناثي سرينيفاسان في عام 2014.

## حقوق ثنائيي الجنس
غالبًا ما يُنظر إلى قضايا ثنائيي الجنس في الهند على أنها قضايا للجنس ثالث. أكثر منظمة للجنس الثالث شهرة في الهند هي مجتمع الهجرة. بعد إجراء المقابلات ودراسة مجتمع الهجرة لسنوات عديدة، كتبت سيرينا ناندا في كتابها، «لا رجل ولا امرأة: مجتمع الهجرة من الهند»، على النحو التالي: «هناك اعتقاد على نطاق واسع في الهند أن مجتمع الهجرة يولدون خنثى [ثنائيي الجنس] واقتادتهم مجتمع الهجرة عند الولادة أو في مرحلة الطفولة، لكنني لم أجد أي دليل يدعم هذا الاعتقاد بين مجتمع الهجرة الذين قابلتهم، وجميعهم انضموا إلى المجتمع طواعية، وغالبًا في سن المراهقة.» يستخدم الأدب السنغمي كلمة بيدي للإشارة إلى الأشخاص الذين ولدوا ثنائيي الجنس، لكن الأقليات الجندرية الأصلية في الهند كانت واضحة حول الأشخاص ثنائيي الجنس، وأشارت إليهم باسم «مابيدي أوسيلي» (mabedi usili) وأعطوا هوية مميزة للدلالة عليهم. أيضًا، هناك دليل على أن قلة من الأشخاص المتحولين جنسياً يختارون تحديد المتحولين جنسياً.

### السلامة الجسدية والاستقلال الجسدي
لا يتم حماية الأشخاص ثنائيي الجنس من انتهاكات السلامة الجسدية والاستقلال الجسدي.
تم الإبلاغ عن حالات قتل الأطفال الرضع الذين كان لديهم ظروف ثنائية الجنس عند الولادة، إلى جانب الفشل في النمو من قبل الأطفال الذين تم تعيينهم من الإناث. تشير التقارير الطبية إلى أن الآباء والأمهات في الهند يفضلون تعيين الأطفال الذين يكونون من ثنائيي الجنس كذكور، مع إجراء عمليات جراحية عندما يمكن للوالدين تحمل تكاليفها.
في رد على رسالة من غوبي شانكار مادوراي، الناشط في مجال الحقوق ثنائيي الجنس، ردت وزارة الصحة ورعاية الأسرة في الهند بأن «أي نوع من الإجراءات الطبية التعسفية بما في ذلك عمليات إعادة تحديد الجنس التي لم تتم إلا بعد إجراء تقييم شامل للمريض، والحصول على مبرر للإجراء المزمع إجراؤه بمساعدة اختبار تشخيصي مناسب وفقط بعد الحصول على موافقة كتابية من المريض/الوصي».
إلى جانب الذكور والإناث، تتوفر جوازات السفر الهندية مع وصف جنس "O" (لـ «Other الآخر»).
في 22 أبريل 2019، أصدرت المحكمة العليا في مادراس حكمًا تاريخيا، أيدت فيه حقوق زواج النساء المتحولات جنسياً، وأمرت ولاية تاميل نادو بحظر العمليات الجراحية الانتقائية للجنس على الرضع ثنائيي الجنس. بناءً على أعمال الناشط ثنائي الجنس، غوبي شانكار مادوراي، أحاطت المحكمة علماً بالممارسة المتفشية للتدخلات الطبية التعسفية التي أجريت على الرضع والأطفال. استشهدت المحكمة أيضًا بأمثلة من الأساطير الهندوسية في حكمها، وهي قصة إرافان.

## الخدمة العسكرية
يُحظر على الأشخاص من مجتمع الميم الخدمة علنًا في القوات المسلحة الهندية. في أواخر ديسمبر/كانون الأول عام 2018، قام ياغدامبيكا بال (عنحزب بهاراتيا جاناتا) مشروع قانون إلى البرلمان الهندي لتعديل قانون الجيش، 1950، وقانون البحرية 1957 وقانون القوات الجوية لعام 1950 للسماح للأشخاص من مجتمع الميم على الخدمة في القوات المسلحة القوات.

## علاج التحويل
في فبراير 2014، أصدرت الجمعية الهندية للطب النفسي بيانًا ذكرت فيه أنه لا يوجد دليل يثبت أن المثلية الجنسية غير طبيعية: «استنادًا إلى الأدلة العلمية الموجودة والمبادئ التوجيهية للممارسة الجيدة من مجال الطب النفسي، تود الجمعية الهندية للطب النفسي أن يذكر أنه لا يوجد دليل يثبت الاعتقاد بأن المثلية الجنسية مرض عقلي أو مرض».
على الرغم من هذا التصريح من الجمعية الهندية للطب النفسي، لا يزال يتم إجراء علاجات التحويل في الهند. تتضمن هذه الممارسات عادة المعالجة بالتخليج الكهربائي (التي قد تؤدي إلى فقدان الذاكرة)، أو التنويم المغناطيسي، أو تناول العقاقير المسببة للغثيان، أو العلاج الأكثر شيوعًا للحديث حيث يتم إخبار الفرد بأن المثلية الجنسية ناجمة عن «تأكيد غير كاف من الرجولة في مرحلة الطفولة» أو «الأب غير المهتن والأم الطاغية». يمكن أن يؤدي علاج التحويل إلى الاكتئاب والقلق والنوبات وتعاطي المخدرات والميول الانتحارية للأفراد المعنيين.
في يونيو 2018، كررت الجمعية الهندية للطب النفسي موقفها من المثلية الجنسية قائلة: «بعض الناس ليسوا مغايرين جنسيا ولا نحتاج إلى إخفاؤهم، ولا نحتاج إلى معاقبتهم، ونبذهم».

## العنف الجنسي
في يوليو 2019، قدم النائب كي تي اس تولسي مشروع قانون (تعديل) القانون الجنائي، 2018 في مجلس الشيوخ لتعديل قانون العقوبات الهندي وقانون الإجراءات الجنائية وقانون الإثبات الهندي، 1872 من أجل جعل الجرائم الجنسية محايدة من حيث النوع الاجتماعي وإضافة الرجال والمتحولين جنسيا بالإضافة إلى النساء. إذا تم إقراره، فإن مشروع القانون يسمح بالاعتراف ليس فقط بالأشخاص المتحولين جنسياً والذين سيعرفون بالجنس «الآخر» بموجب القانون الهندي، ولكن من المحتمل أن يترك الباب مفتوحًا للاعتراف بالهويات الجندرية الأخرى.

## ظروف الحياة

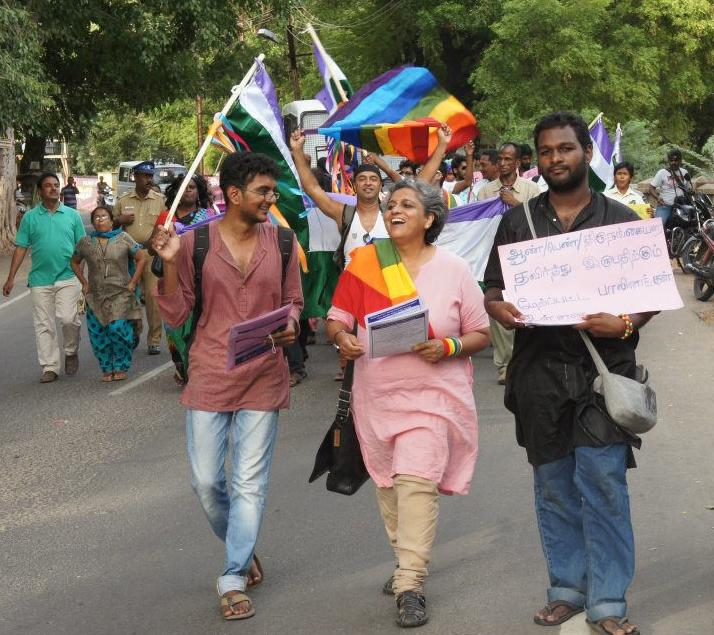
أول مسيرة فخر الجندركوير في آسيا في مادوراي، تاميل نادو (2012). يظهر أنجالي غوبالان في المقدمة.

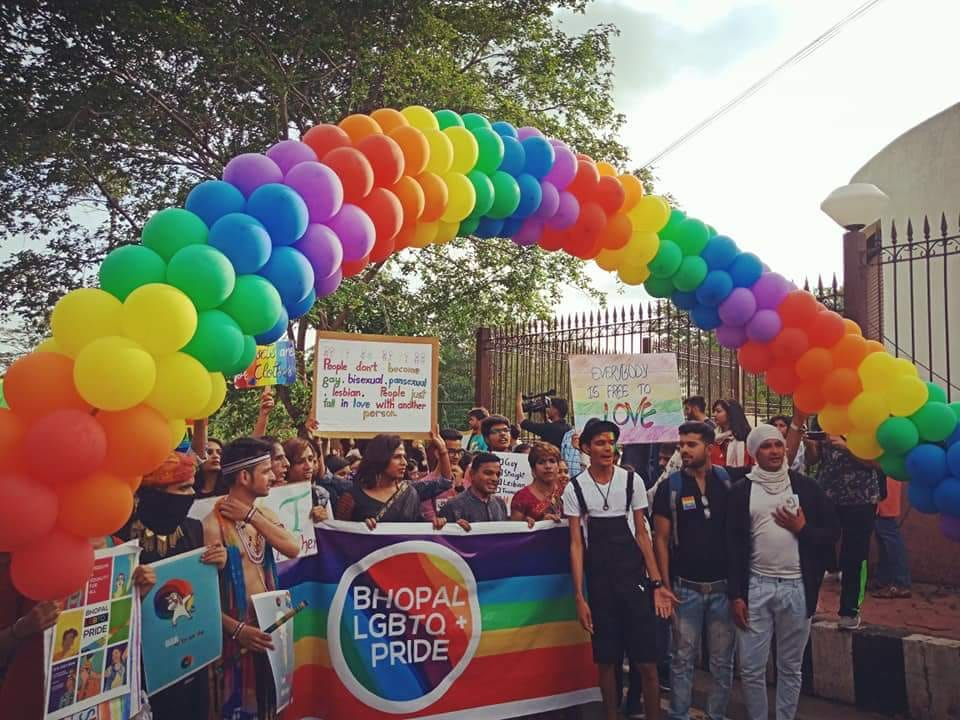
بعض المشاركين في مسيرة فخر بوبال 2018، في ولاية ماديا براديش

هناك العديد من الطرق لمجتمع المثليين في المدن الكبرى للقاء والتواصل الاجتماعي، وإن لم يكن ذلك بشكل علني. ومن بين هؤلاء: «غاي بومباي» (مومباي)، «غود أس يو» (بنغالور)، «هارملسهاغز» (دلهي)، أورينام (تشيناي)، كويرالا (كوتشي)، كويريثم (ثيروفانانثابورام)، موبيرا (حيدر آباد)، باريتشاي كولكتيف (بوبانسوار) وساهوداران (تشيناي). وتشمل المنظمات التي تركز على النساء من مجتمع الميم، أي اس كيو (بنغالورو)، لابيا (مومباي)، صافو للمساواة (كولكاتا)، وتشيناي كوير كافي، وغيرها. تتضمن المنظمات الخاصة بالمتحولين جنسيا التي تركز على الدعم والنشاط سامبورنا وتويت فاوندايشن وتيلانغا هجرة ترانس انترسكس ساميتي، وغيرها الكثير. في الآونة الأخيرة، تم إطلاق منصة مواعدة علنية باسم «آمور كوير دايتنغ» لمساعدة الاشخاص من مجتمع الميم على إيجاد شركاء على المدى الطويل.
هناك العديد من التقارير حول إساءة المعاملة والمضايقة والعنف على مدار السنوات الموجهة ضد مجتمع الميم. في عام 2003، تم اغتصاب شخص من مجتمع الهجرة جماعيا في بنغالور، ثم اغتصابها جماعيا على أيدي الشرطة. وثقت الشهادات المقدمة إلى محكمة دلهي العليا في عام 2007 كيف اغتصب رجال الشرطة رجلا مثلي الجنس من قبل الشرطة في دلهي لعدة أيام وأجبروه على توقيع «اعتراف» يقول «أنا غاندو [وهو مصطلح مهين، يعني الشخص الذي يقوم بالجنس الشرجي]». في عام 2011، قُتلت شريكتان مثليتان من ولاية هاريانا على أيدي أقاربهما بسبب علاقتهما «غير الأخلاقية». وفقًا لتقارير مجموعة الناشط كافي في هوماسفار تراست، فإن محاولات الانتحار شائعة. في أوائل عام 2018، انتحرت شريكتان مثلياتان وتركوا مذكرة تقول: «لقد تركنا هذا العالم لنعيش مع بعضنا البعض. العالم لم يسمح لنا بالبقاء معًا».
في فبراير 2017، كشفت وزارة الصحة ورعاية الأسرة عن مواد مرجعية تتعلق بقضايا الصحة لاستخدامها كجزء من خطة تعليم الأقران للمراهقين على مستوى البلاد تسمى ساتيا. من بين مواضيع أخرى، تناقش المادة المثلية الجنسية. تنص الحالات المادية، «نعم، يقع المراهقون كثيرًا في الحب. يمكن أن يشعروا بجاذبية لصديق أو أي فرد من نفس الجنس أو من الجنس الآخر. من الطبيعي أن يكون لديهم مشاعر خاصة لشخص ما. من المهم أن يفهم المراهقون أن هذه العلاقات تقوم على الموافقة المتبادلة والثقة والشفافية والاحترام. لا بأس أن نتحدث عن هذه المشاعر إلى ذلك الشخص ولكن دائمًا بطريقة محترمة».
في عام 2017، عقدت دلهي مسيرة الفخر العاشر، حضره مئات الأشخاص. عقدت تشيناي مسيرات الفخر منذ عام 2009، بينما عقدت غوا عقد أول مسيرة للفخر في أكتوبر 2017. عقدت بوبانسوار أول مسيرة للفخر في سبتمبر 2018، وعقدت غواهاتي أول مسيرة للفخر في فبراير 2014. أقيم أول حدث من نوعه في ولاية سيكيم في يناير 2019 في مدينة غانتوك.
يوم 17 مايو عام 2018، عقدت الأنشطة في اليوم العالمي لمناهضة رهاب المثلية، رهاب التحول الجنسي، ورهاب ازدواجية التوجه الجنسي في جميع أنحاء البلاد، بما في ذلك في بوبال ودلهي ومومباي، كولهابور، ثيروفانانثابورام ولكهنؤ. قامت العديد من السفارات الأجنبية (أستراليا، النمسا، بلجيكا، البرازيل، كندا، كوستاريكا، كرواتيا، جمهورية التشيك، الدنمارك، فنلندا، فرنسا، ألمانيا، اليونان، آيسلندا، جمهورية أيرلندا، إيطاليا، اليابان، لاتفيا، ليتوانيا، لوكسمبورغ، مالطا، المكسيك، نيوزيلندا، هولندا، النرويج، البرتغال، صربيا، سلوفينيا، إسبانيا، السويد، سويسرا، والمملكة المتحدة والولايات المتحدة) بالإعراب عن دعم حقوق المثليين في الهند، وأكدت مجددا التزام بلدانها بتعزيز حقوق الإنسان.
وفقًا لاستطلاع عام 2018، فإن ثلث الرجال المثليين الهنود متزوجين من نساء لا يدركن أنهن مثليون في السر.

### السياسة
ناضل «كل الهنود كاليان هجرة سبها» لأكثر من عقد من الزمن للحصول على حقوق التصويت، والتي حصلوا عليها أخيرًا في عام 1994. في عام 1996، ترشح كالي لمنصب في مدينة باتنا تحت حزب الإصلاح القضائي في ذلك الوقت. وخاض ماني الانتخابات في جنوب مومباي في ذلك العام. وخسر كلاهما.
بعد هزيمة كالي وماني، بعد ثلاث سنوات، ترشحت كاملا جان وفازت بمنصب رئيسة يلدية مدينة كاتني. في وقت لاحق، تم انتخاب شابنام ماوسي في الجمعية التشريعية في ولاية ماديا براديش في عام 2002. على مدى السنوات القليلة المقبلة، فاز العديد من المرشحين المتحولين جنسيا الآخرين في منصبه. ومن بين هؤلاء هيرا التي فازت بمقعد في مجلس مدينة جبلبور وجولشان الذي تم انتخابه لعضوية مجلس المدينة في بينا إيتاوا. في ديسمبر 2000، أصبحت آشا ديفي رئيس بلدية غوراكبور، وانتخب كالو كينار لمجلس المدينة في فاراناسي.
كانا شابنام ماوسي أول هندية متحولة جنسيا تنتخب للمناصب العامة. كما كانت عضوة منتخبة في المجلس التشريعي لولاية ماديا براديش الدولة من عام 1998 إلى عام 2003. وفي عام 2000، أصبحت شابنام ماوسي أول نائي من الخصيان في الهند. مُنح المتحولون جنسياً حقوق التصويت في عام 1994. في عام 2003، أعلن مجتمع الهجرة في ولاية ماديا براديش عن إنشاء حزب سياسي خاص بهم يسمى «جيتي جيتايي بوليتكس» ("Jeeti Jitayi Politics")، والذي يعني حرفيًا «السياسة التي تم الفوز بها بالفعل». كما أصدر الحزب بيانًا للانتخابات مؤلفًا من ثماني صفحات يزعم أنه يحدد سبب اختلافها عن الأحزاب السياسية السائدة.
كالكي سوبرامانيام ناشطة في مجال حقوق المتحولين جنسياً ، وكاتبة وممثلة. في انتخابات مجلس الشعب لعام 2011 في ولاية تاميل نادو، حاولت كالكي الحصول على مقعد عن حزب درافيدا مونيترا كاذاجام، ولكنها فشلت في ذلك. في مارس 2014، أعلنت كالكي في الإقليم الاتحادي بودوتشيري أنها ستسعى للحصول على مقعد في الانتخابات في دائرة فيلوبورام في ولاية تاميل نادو المجاورة.
في 4 يناير 2015، تم انتخاب مرشحة مستقلة متحولة جنسيا مادو باي كينار كرئيسة بلدية رايغار، في ولاية تشاتيسغار.
أصبحت مانابي باندوبادياي أول مديرة كلية متحولة جنسياً في الهند في 9 يونيو 2015 عندما تولت دور مديرة كلية كريشناغار للطالبات في منطقة ناديا، في ولاية غرب البنغال.
في 5 نوفمبر 2015، أصبح ك. بريثيكا ياشيني أول ضابطة شرطة من المتحولين جنسياً في ولاية تاميل نادو. في ذلك الوقت، كان لدى شرطة تاميل نادو ثلاثة من رجال الشرطة المتحولين جنسياً، لكن ياشيني أصبحت أول شخص متحول جنسياً يشغل رتبة ضابط في الولاية. يعتبر الرجال المتحولون جنسيا جزء لا يتجزأ من قوة الشرطة في العديد من ولايات الهند. يظل الكثير منهم في قوة الشرطة النسائية ويخشون تغيير اسمهن القانوني ونوع الجنس لأن هذا يمكن أن يشكل خطراً على عملهن.
في 12 فبراير 2017، تم تعيين شخصين من المتحولين جنسياً من قبل هيئة الخدمات القانونية لمنطقة كولهابور كأعضاء في لجنة لوك عدالت المحلية (محكمة الشعب). تم تعيين 30 لجنة لحل النزاعات المحلية العامة التي تنشأ داخل المجتمع. صرح أعضاء هيئة الخدمات القانونية لمنطقة كولهابور: «إن هدفنا الرئيسي يتمثل في إدراج المتحولين جنسياً في قائمة المحاضرين في لوك أدالات. وفقًا لحكم المحكمة العليا، يجب الاعتراف بأن المتحولين جنسياً هم الجنس الثالث في بلدنا. وفقًا للقواعد، وضعنا وشملت الجهود اثنين من المتحولين جنسيا مايوري ألاويكار ويوفراج الافانكار كأعضاء في الفريق».
في يوليو 2017، تم تعيين جوييتا موندال في لوك عدالات إسلامبور، لتصبح أول قاضية متحولة جنسيا في ولاية غرب البنغال. في عام 2018، أصبح سواتي بيدهام بارواه أول قاضية متحولة جنسيًا في ولاية آسام. تم تعيين سواتي ، مؤسسة رابطة كل المتحولين جنسيا في آسام، في غوواهاتي لوك عدالات.
كان تمثيل المتحولين جنسيا ملحوظا بشكل خاص في انتخابات لوك سابها 2019، مع العديد من المرشحين في ولاية أندرا براديش، ولاية غوجارات، ولاية كيرالا، ولاية ماهاراشترا، ولاية أوديشا، ولاية تاميل نادو وولاية أوتار براديش. ذكرت معظم الأحزاب الرئيسية حقوق المثليين في بياناتهم الانتخابية. وخاض حزب بهاراتيا جاناتا الانتخابات على منصة حقوق أكبر لمجتمع المتحولين جنسيا، مضيفا أه «يضمن العمل الحر وتنمية مهارات السبل للشباب المتحولين جنسيا.» وذكر بيان المؤتمر الوطني الهندي أن الحزب «يعترف بالتنوع الجنسي بين الناس ويعد بالمساواة والحماية المتساوية للقوانين للأشخاص ذوي الهويات الجندرية المختلفة»، ويدافع تحديداً عن مشروع قانون المتحولين جنسياً الذي تمت صياغته بالتشاور مع منظمات المثليين والتدريب على الحساسية الجندرية في جميع الدوائر الحكومية.

## الرأي العام
هل يجب تشريع زواج المثليين؟ (2016)
الرأي العام بشأن حقوق المثليين في الهند معقد. وفقًا لاستطلاع عام 2016 أجرته المؤسسة الدولية للمثليين والمثليات ومزدوجي التوجه الجنسي والمتحولين جنسيا وثنائيي الجنس، فإن 35% من الهنود يؤيدون تشريع زواج المثليين، بينما يعارضه 35% منهم ذلك. وجدت دراسة أجرتها مؤسسة فاركي أن دعم زواج المثليين كان أعلى بين الذين تتراوح أعمارهم بين 18-21 عامًا بنسبة 53%.
وفقًا لاستطلاع أجرته المؤسسة الدولية للمثليين والمثليات ومزدوجي التوجه الجنسي والمتحولين جنسيا وثنائيي الجنس عام 2017، وافق 58٪ من الهنود على أن يتمتع المثليون والمثليات ومزدوجو التوجه الجنسي بنفس الحقوق التي يتمتع بها الأشخاص المغايرون، بينما لم يوافق 30% على ذلك. إضافة إلى ذلك، وافق 59% على وجوب حمايتهم من التمييز في مكان العمل. ومع ذلك قال 39% من الهنود، أنه ينبغي اعتبار الأشخاص الذين يقيمون علاقات جنسية مثلية كمجرمين، في حين أن عدد كبيرا بنسبة 44% يعارضون ذلك. أما بالنسبة للأشخاص المتحولين جنسياً، فقد وافق 66% على أنه يجب أن يتمتعوا بنفس الحقوق، بينما اعتقد 62% أنه يجب حمايتهم من التمييز في العمل واعتقد 60% أنه يجب السماح لهم بتغيير جنسهم القانوني.
يعتبر القبول تجاه مجتمع الميم أفضل بكثير في المعاهد الحكومية الكبرى كما في المعاهد الهندية للتكنولوجيا. وفقا لاستطلاع للرأي أجري في المعهد الهندي للتكنولوجيا في دلهي في عام 2015، وافق 72% من المجيبين على أن «كون الشخص مثليا جنسيا أمر طبيعي ككون الشخص مغايرا جنسيا». في الحقيقة، لدى العديد من
المعاهد الهندية للتكنولوجيا أندية للمثليين مثل «ساتي» (أي بمعنى «صديق» في اللغة العربية) المعهد الهندي للتكنولوجيا في بومباي وإندرادانو: المعهد الهندي للتكنولوجيا في دلهي في المعهد الهندي للتكنولوجيا في دلهي، أمبار في المعهد الهندي للتكنولوجيا في خاراغكبور وغيرها.

## نشطاء حقوق المثليين الهنديون البارزون

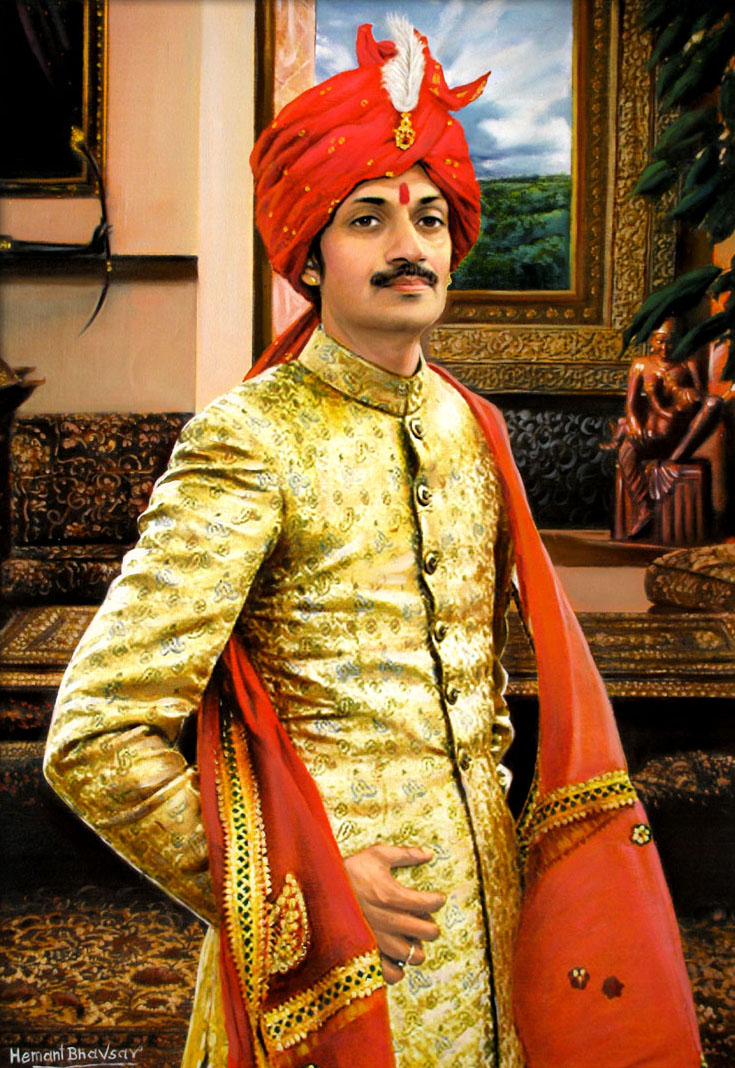
منذ إفصاحه عن مثليته في عام 2006، عمل الأمير مانفيندرا سينغ غوهيل (في الصورة)، وريث ماهاراجا من راجبيبلا، على الحد من العدوى بفيروس نقص المناعة البشرية/الإيدز، والتشرد بين الشباب المثليين.

| رقم | الاسم                      | تفاصيل |
| --- | -------------------------- | --- |
| 1   | أنجالي أمير                | ممثلة فيلم المالايالامية |
| 2   | ناكشاترا باغوي             | مخرج وممثل حاصل على جوائز وأول سفير مثلي هندي لعلامة تجارية                                                                                             |
| 3   | منابي بانديبادهياي         | أول مدير كلية متحول جنسيًا في الهند وأول شخص متحول جنسيًا حاصل على درجة الدكتوراه                                                                         |
| 4   | فيناي تشاندران             | ناشط حقوقي في حقوق المثليين وحقوق الانسان |
| 5   | بوبي دارلينغ               | ممثلة متحولة جنسيا ومؤيدة لحقوق المثليين |
| 6   | تيستا داس                  | ناشطة متحولة جنسيا |
| 7   | سوشانت ديفغيكار            | ملك جمال الهند المثلي لعام 2014 |
| 8   | بابلو غانغولي              | منظم ثقافي، فنان، مخرج وإمبريساريو |
| 9   | ريتبارنو غوش               | مخرج سينمائي شهير ، حاصل على 11 جائزة أفلام هندية وطنية                                                                                                 |
| 10  | أنجالي غوبالان             | ناشط في مجال حقوق الإنسان |
| 11  | أندرو هارفي                | مؤلف، باحث ديني ومدرس للتقاليد الروحية |
| 12  | هاريش آير                  | ناشط وكاتب عمود ومدون |
| 13  | سيلينا جيتلي               | ملكة جمال الهند 2001 |
| 14  | فردوس كانغا                | كاتب وممثل |
| 15  | كارباغا                    | أول شخص متحول جنسيًا في الهند يؤدي دورًا رائدًا في فيلم رئيسي                                                                                              |
| 16  | سليم كيدواي                | كاتب |
| 17  | أنيفا لاهيري               | ناشط اجتماعي (بلاس كولكوتا) |
| 18  | نولان لويس                 | ملك جمال الهند المثلي لعام 2013 |
| 19  | لينا مانيمكالاي            | شاعر وكاتب وصانع أفلام |
| 20  | شابنام ماوسي               | أول شخص متحولين جنسيا علنا يشارك في الانتخابات الهندية                                                                                                  |
| 21  | هوشانغ ميرتشانت            | معلم وشاعر وناقد |
| 22  | إسماعيل ميرتشانت           | منتج ومخرج سينمائي |
| 23  | راؤول باتيل                | ملك جمال الهند المثلي لعام 2011 |
| 24  | زولتان باراغ               | ملك جمال الهند المثلي لعام 2008 |
| 25  | أونير                      | مخرج أفلام حائز على جوائز |
| 26  | سريدهار رانغايان           | مخرج أفلام، ومؤسس ومدير مهرجان كاشيش مومباي الدولي للسينما الكويرية                                                                                     |
| 27  | آر. راج راو                | كاتب ، أستاذ في الأدب |
| 28  | أ. ريفاتي                  | ممثل وفنان وكاتب وناشط مسرحي |
| 29  | وينديل رودريكس             | مصمم أزياء ومصمم رقصات |
| 30  | أشوك رو كافي               | مؤسس صندوق همسفاور |
| 31  | أيشواريا روتوبارنا برادهان | أول موظف حكومي متحول جنسيًا ومسؤول الخدمات المالية في أوديشا                                                                                             |
| 32  | نيشيت ساران                | صانع أفلام وناشط حقوق المثليين |
| 33  | فيكرام سيث                 | كاتب |
| 34  | غوبي شانكار مادوراي        | ناشط في مجال الجندر، حائز على جائزة نهائيات آسيا لعمال الشباب في الكومنولث ومؤسس سريشتي مادوراي                                                         |
| 35  | بارويز شارما               | كاتب ومخرج أفلام وثائقية |
| 36  | مانفيندرا سينغ غوهيل       | أمير وريث من راجبيبلا |
| 37  | رامشاندرا سيراس            | لغوي ومؤلف |
| 38  | ليفينغ سمايل فيديا         | ممثل وفنان وكاتب وناشط مسرحي |
| 39  | كالكي سوبرامانيام          | ناشطة في مجال المتحولين جنسيا، ممثلة، فنانة، كاتبة ومؤسسة مؤسسة ساهوداري                                                                                |
| 40  | مانيل سوري                 | عالم رياضيات هندي أمريكي وكاتب |
| 41  | اس. سوابنا                 | أول امرأة متحولة جنسية تنجح في امتحان لجنة الخدمة العامة في تاميل نادو وأول طامحة متحولة جنسياً للخدمة الإدارية الهندية                                  |
| 42  | لاكشمي نارايان تريباثي     | ناشط متحول جنسيا |
| 43  | روث فانيتا                 | كاتب وأكاديمي |
| 44  | أبهيناف فاتس               | ناشط في المساواة في الحقوق وأول ممثل مثلي الجنس في الهند. ظهرت في فيديو موسيقي من يوفوريا في عام 1996 في أول شخصية مثلية تظهر على وسائل الإعلام الهندية |
| 45  | روز فينكاتيسان             | أول مضيفة تلفزيون متحول جنسيا في الهند |
| 46  | رياض فينشي وديع            | مخرج |

## العلاقات الدولية الكويرية والدولة الهندية
تواجه الحكومة الهندية ضغوطًا محلية ودولية فيما يتعلق ب«مسألة المثلية الجنسية». أشار بعض الباحثين في العلاقات الدولية الكويرية إلى عودة حزب بهاراتيا جاناتا القومي الهندوسي إلى السلطة السياسية مؤخرًا على حساب حقوق المثليين. يجادل علماء العلاقات الدولية الكويرية بأن بعض أهداف السياسة المناهضة للمثليين هي جزئياً نتيجة «رهاب المثلية للدولة» الذي يهدف إلى صرف انتباه المواطنين عن التوترات الاجتماعية المتزايدة التي تعزى إلى ظهور العولمة وصعود الليبرالية الجديدة. يعتبر اختصاصيو السياسة الخارجية الهنود هذه السياسات جزءًا نموذجيًا من «تحديد الأراضي» حيث تجد أمة مثل الهند نفسها في حاجة إلى تحديد الهوية كقوة صاعدة بارزة بعد الاستعمار في فضاء دولي غير متجانس. أدرك متخصصون آخرون في العلاقات الدولية الكويرية كيف «تتشابك السيادة والجنس مع بعضهما البعض». يجادل هؤلاء العلماء بأن الدولة المعنية تمارس سلطتها وتبرير تنظيمها على الحياة الجنسية لأنها الآلية التي تضمن وجودها وحتميتها وتوسعها. يستمر النقاش حول ما إذا كانت السياسات القوية المناهضة للمثليين وسيلة تؤكد من خلالها الدولة على موقف موحد وحيد أو ما إذا كانت الدولة منقسمة للغاية، وقيادتها الامركزية للغاية بحيث لا يمكن التخطيط لهذه السياسات أو التخطيط لها بشكل واضح. كان حزب المؤتمر الوطني الهندي هو الحزب الوحيد الذي يتمتع بموقف رسمي واضح يعارض القسم 377، لكن أحزاب الكونغرس الأخرى تقع أيضًا في مكان ما على نطاق دعم أو معارضة القسم. يجد الدبلوماسيون الهنود، في دعمهم للسيادة الهندية، أنفسهم في بعض الأحيان معارضين للفقه القانوني لدولتهم في محاولة لمقاومة «الاستعمار المثلي»، الذي تم التعبير عنه كشكل من أشكال الإمبريالية الغربية الجديدة. تم تعريف «الاستعمار المثلي» على أنه من الولايات المتحدة والدول الغربية الأخرى التي تستخدم شكلاً من أشكال «الاختبار الوردي» من أجل الحكم على الدول الأخرى إما «طبيعية» أو «مرضية» بناءً على تفسيراتها الخاصة لـ «الحداثة». وكيفية معاملة تلك الدول وعرضها على مجتمعات المثليين. اقترح الباحثون مناهج بديلة تدعم مجموعات السكان الدوليين في الوقت الذي تعترف فيه أيضًا بالسياق الاجتماعي والتاريخي والإقليمي لكل دولة والتي يركز عليها العاملون في المجال الإنساني.
تم الإعراب عن قلق آخر في هذا النقاش حول العلاقات الدولية الغريبة. عبر بعض الدبلوماسيين الهنود عن قلقهم من أن ما قد يرى الدبلوماسيون الآخرون أنه «رهاب المثلية لديهم» هو في الواقع تحفظاتهم والشك في حجزهم لبرامج التكيف الهيكلي التي أطلقتها مؤسسات مثل البنك الدولي وصندوق النقد الدولي. ويجادلون بأن هذه المؤسسات الدولية تتجاهل أحيانًا دورها في إطلاق الذعر الأخلاقي ضد المثليين.

## ملخص
| قانونية النشاط الجنسي المثلي                                                                  | (منذ عام 2018) |
| المساواة في السن القانوني للنشاط الجنسي                                                       | (منذ عام 2018) |
| قوانين مكافحة التمييز في التوظيف                                                              | / (يمتد فقط إلى التمييز من الدولة أو الهيئات الحكومية)                                                                      |
| قوانين مكافحة التمييز في توفير السلع والخدمات                                                 | Yes |
| قوانين مكافحة التمييز في جميع المجالات الأخرى (تتضمن التمييز غير المباشر، خطاب الكراهية)      | / (يمتد فقط إلى التمييز من الدولة أو الهيئات الحكومية)                                                                      |
| قوانين مكافحة أشكال التمييز المعنية بالهوية الجندرية                                          | / (يمتد فقط إلى التمييز من الدولة أو الهيئات الحكومية، مشروع قانون لتوسيع نطاق هذه الحماية لتشمل التمييز الخاص في الانتظار) |
| زواج المثليين                                                                                 | (مقترح) |
| الاعتراف القانوني بالعلاقات المثلية                                                           | (مقترح) |
| السماح للشخص العازب بالتبني بغض النظر عن توجهه الجنسي                                         | Yes |
| تبني أحد الشريكين للطفل البيولوجي للشريك الآخر                                                | (مقترح) |
| التبني المشترك للأزواج المثليين                                                               | (مقترح) |
| يسمح للمثليين والمثليات ومزدوجي التوجه الجنسي والمتحولين جنسيا بالخدمة علناً في القوات المسلحة | (في الانتظار) |
| الحق بتغيير الجنس القانوني                                                                    | (منذ عام 2014) |
| الاعتراف بالجنس الثالث                                                                        | (منذ عام 2014) |
| حماية القاصرين ثنائيي الجنس من التدخلات الطبية التعسفية                                       | / (محظور في ولاية تاميل نادو)                                                                                               |
| إلغاء تصتيف المثلية الجنسية كمرض                                                              | Yes |
| علاج التحويل محظور على القاصرين                                                               | No |
| الحصول على أطفال أنابيب للمثليات                                                              | No |
| الأمومة التلقائية للطفل بعد الولادة                                                           | No |
| تأجير الأرحام التجاري للأزواج المثليين من الذكور                                              | (غير قانوني للأزواج المغايرين كذلك)                                                                                         |
| السماح للرجال الذين مارسوا الجنس الشرجي التبرع بالدم                                          | [ 171 ] |